# فهرست بوستان‌های قزوین
فهرست زیر مجموعه‌ای از بوستان‌های شهر قزوین می‌باشد:
- بوستان ملت
- بوستان دهخدا (۳۹۳۰۰ متر مربع وسعت دارد).
- پارک جنگلی باراجین
- بوستان رز
- بوستان پامچال
- بوستان ارکیده
- بوستان ایثار
- بوستان بانوان (دارای فازهای متعدد ساخت بوده که آماده بهره برداری می‌باشند. ورود آقایان به این بوستان ممنوع می‌باشد).
- بوستان مشاهیر
- بوستان لاله
- بوستان معلم
- بوستان دانش آموز
- بوستان مسافر
- بوستان الغدیر
- بوستان شهید مطهری
- بوستان شهید بهشتی
- بوستان شهدا
- بوستان ملاصدرا
- بوستان عارف
- بوستان گلبرگ
- بوستان نواب
- بوستان شهید بابایی
- بوستان گلسار
- بوستان کاج
- بوستان شهید رجایی
- بوستان اقاقیا
- بوستان درب کوشک
- بوستان فردوسی
- بوستان توحید
- بوستان بانوی بهشت
- بوستان مجاهد
- بوستان چراغ برق
- بوستان ابن سینا
- بوستان نارنج
- بوستان آتش نشانی
- بوستان آمنه خاتون
- بوستان ۲۲ بهمن
- بوستان حلیمه خاتون
- بوستان یاس
- بوستان عبید زاکان
- بوستان شهید چمران
- بوستان هشت بهشت
- بوستان دست غیب
- بوستان دانش
- بوستان اندیشه